# Palo Colorado (Guanajuato)
Palo Colorado es una localidad del estado mexicano de Guanajuato. Es parte del municipio de San Miguel de Allende.

## Demografía
| Gráfica de evolución demográfica |
|                                  |

| Censo | Población |
| ----- | --------- |
| 1900  | 109       |
| 1910  | 128       |
| 1921  | 162       |
| 1930  | 156       |
| 1940  | 28        |
| 1950  | 167       |
| 1960  | 382       |
| 1970  | 399       |
| 1980  | 449       |
| 1990  | 665       |
| 2000  | 776       |
| 2010  | 1 172     |
| 2020  | 1 276     |